# چاتا آراجی
چاتا آراجی (به لاتین: Chata Araji) یک روستا در بنگلادش است که در استان باریسال و در ناحیه باریسال واقع شده است.